# Xenofont d'Atenes
Xenofont d'Atenes (Xenophon, Ξενοφῶν), fill d'Eurípides, (que no s'ha de confondre amb el poeta tràgic Eurípides), fou un general (estrateg) atenenc.
A aquest general i a algun altre es va rendir la ciutat de Potidea el 429 aC. Més tard al mateix any, va dirigir juntament amb altres dos generals, una expedició contra els calcídics i els beocis, però van ser rebutjats i es van haver de retirar a Potidea, segons diu Tucídides.